# Netscape Application Server
Netscape Application Server era una plataforma de software integrada para desarrollar y ejecutar aplicaciones comerciales orientadas a transacciones en la web. Fue desarrollado originalmente por Kiva Software, que Netscape adquirió en 1997.
Cuando Netscape y Sun Microsystems formaron la Alianza Sun-Netscape en 1999, se eligió el servidor de aplicaciones Netscape como la base de su oferta de servidores de aplicaciones iPlanet sobre el servidor de aplicaciones NetDynamics, que había sido adquirido por Sun en 1998.